# Santuario di Santa Maria Bambina
Il Santuario di Santa Maria Bambina è una chiesa di Milano, nella città metropolitana e arcidiocesi di Milano.
Sua curiosa caratteristica architettonica è l'essere accessibile solo dall'entrata di un palazzo, quello delle Suore di Carità: questa caratteristica la accomuna alle chiese milanesi di Mater Amabilis e San Gabriele Arcangelo.

## Storia
Il santuario si trova dov'era presente la vecchia chiesa cinquecentesca di Sant'Apollinare, poi sconsacrata a fine diciottesimo secolo e dedicata a usi civili: la Maria Bambina che viene venerata è un simulacro costruito da Chiara Isabella Fornari per Alberico Simonetta, pretendente al titolo di vescovo di Como ritiratosi nel 1738 per gravi problemi di salute e giunto poi a Milano, donato poi alle suore di carità dal sacerdote della chiesa di San Marco che lo deteneva intorno al 1842.
La statuetta viene traslata nel settembre 1884 nell'infermeria del monastero, su richiesta di una suora malata: qui l'8 settembre, dopo averla baciata, la novizia Giulia Macario, costretta a letto dopo un incidente, guarisce, dando fama miracolosa ad essa.
Il gran desiderio della popolazione di onorarla porta le suore a trasformare nel 1888 l'infermeria in un santuario, che viene distrutto nei bombardamenti di Milano del 1943: si salva solo il simulacro, tradotto nel lecchese.
Terminato il conflitto il cardinal Schuster incarica Giovanni Muzio di ricostruire il santuario, che viene riconsacrato nel 1953 e che al suo interno ha alcune decorazioni salvate dal precedente edificio.
Il 4 novembre 1984 viene visitato da Giovanni Paolo II in occasione del centenario del miracolo, il fatto è ricordato da una targa all'ingresso del santuario.

## Architettura
All'esterno la chiesa si presenta con un portale neoclassico, resto della precedente chiesa, dal quale non è possibile entrare. L'ingresso, che avviene dal cortile delle Suore di Carità, porta ad una facciata a vela coperta da marmi colorati, da cui si accede effettivamente al santuario.
Si trovano all'interno dipinti di Luigi Filocamo e Silvio Consadori, mentre i mosaici nell’abside sono opera di Achille Funi.